# Ерих Хонекер
Ерих Ернст Паул Хонекер (Нојнкирхен, 25. август 1912 — Сантијаго де Чиле, 29. мај 1994) био је немачки комуниста, први секретар Јединствене социјалистичке партије Немачке Демократске Републике (де факто, највиша политичка позиција у тадашњој Источној Немачкој) од 1971. године до 1989. године.

## Детињство и младост
Рођен је у Нојнкирхену у Сарланду, као син политички милитантног рудара. Са четрнаест година ступио је у Комунистички савез омладине Немачке и синдикат — Савез дрварских радника. Три године касније примљен је у чланство Комунистичке партије Немачке. Централни комитет Комунистичког савеза омладине Немачке делегирао га је 1930. године у школу Комунистичке омладинске интернационале у Москви.

## Политичка каријера
Од 1931. године до 1933. године обављао је функцију политичког руководиоца Комунистичког савеза омладине Немачке за округ Сар и члана секретаријата окружног руководства КП Немачке за округ Сар.
У лето 1935. године постаје секретар Комунистичког савеза омладине Немачке округа Велики Берлин. У децембру 1935. године хапси га Гестапо и након годину и по дана истражног затвора осуђен је на десет година затвора због „припремања велеиздаје“.
После Другог светског рата постао је омладински секретар при Централном комитету КП Немачке и руководилац Централног антифашистичког омладинског одбора. У новембру 1945. године покренуо је часопис „Нови живот“.
Заједно са члановима Централног омладинског одбора 26. фебруара 1946. године потписује документ у коме се од совјетске војне администрације у Немачкој тражи дозвола за оснивање Слободне немачке омладине - ФДЈ.
У априлу 1946. године постаје члан Централног комитета КП Немачке. Конгрес уједињена КП Немачке и Социјалдемократске партије Немачке 21--22. априла 1946. године изабрао га је у Председништво Јединствене социјалистичке партије Немачке.
Прва скупштина Слободне немачке омладине 8.-10. јуна 1946. године изабрала га је за председника Централног савета.
У септембру 1949. године изабран је у Извршни комитет Светске федерације демократске омладине, на тој функцији остао је до 1955. године.
Приликом оснивања Националног одбрамбеног савета ДДР-а 1960. године постављен је за секретара.
На 16-том Пленуму ЦК Јединствене социјалистичке партије Немачке изабран је за првог секретара.
Као секретар Јединствене социјалистичке партије био је на власти од 1971. до 1989.
У јануару 1989. рекао је да ће Зид стајати ту још 50, а можда и 100 година, но те исте године зид је срушен.
Доласком деведесетих, поднео је оставку на све функције у партији и ДДР-у.

## Касне године и смрт
Након уједињења Немачке одлази у Совјетски Савез одакле је изручен. Суђено му је за разне злочине, посебно за убиства 125 људи који су хтели побећи на Запад.
Будући да је умирао од рака пуштен је на слободу, а умро је годину дана касније. Кремиран је, а пепео му наводно поседује удовица Маргот.

## Породица
Женио се два пута. Прва жена била му је Едит Бауман, са којом се венчао 1950. године, а развели су се три године касније. Ћерка из тог брака била је Ерика (рођ. 1953). Године 1953. је оженио Маргот Фајст. Ћерка Соња им се родила 1952.

## Цитати са суђења
| „ | Пораз Источне Немачке, као и самог социјализма у Немачкој и Европи очигледно им није био довољан. Треба искоренити све што ову епоху, у којој су владали радници и сељаци, представља у другачијем светлу од ужасног и разбојничког. Победа тржишне економије и пораз социјализма морају да буду потпуни. Жели се, као што је давно рекао Хитлер пред Стаљинградом, " да овај непријатељ више никада не устане." Немачки капиталисти су одувек били склони тоталном. Циљ овог процеса, да се социјализам, који је проглашен мртвим, поново убије, открива како господин Кол, влада и немачка опозиција оцењују ситуацију. Капитализам је сам себе потукао до ногу као што је Хитлер сам себе војно поразио. Капитализам је широм света доспео у безизлазну ситуацију. Пред њим је избор између потонућа у еколошки и социјални хаос и увођења приватног власништва над средствима за производњу, или социјализам. Оба избора представљају његов крај. Очигледно да владарима Савезне Републике Немачке само социјализам изгледа као акутна опасност. Овај процес треба то да спречи у истој мери, као и читава кампања против спомена на потонулу Источну Немачку, и њена стигматизација као „земље неправди“. Узрок сеже далеко у прошлост. Он почиње настанком капитализма и пролетаријата. Непосредни почетак несреће савремене немачке историје је био 1933. године. 1933. године је на наводно слободним изборима велики број Немаца гласао за НСДАП, а председник Рајха Хинденбург, који је 1932. године такође слободно изабран, потом је потпуно демократски поставио Адолфа Хитлера за канцелара Рајха. Након тога су политички претходници наших устоличених партија, са изузетком СПД-а, изгласали закон о пуномоћју, који је Хитлеру дао диктаторска овлашћења. Само су комуниста пре наведених избора рекли: „Ко бира Хинденбурга, бира Хитлера, а ко бира Хитлера, бира рат“. Приликом изгласавања закона о пуномоћју из Рајхстага су већ били уклоњени комунистички посланици. Многи комунисти су били ухапшени или су живели илегално. Већ тада је, забраном комуниста, започела пропаст демократије у Немачкој. У САД су тада постојали планови (на пример, план Моргентау) да се Немачка трајно подели на неколико држава. Ови планови су били основ за Стаљинову често цитирану реченицу: „Хитлери долазе и одлазе, а немачки народ и немачка држава остају“. Међутим, циљ очувања јединствене Немачке, коме је тада тежио СССР, није постигнут. Немачка је на дуго време раздвојена, као резултат Хладног рата 1947. године, изазваног од стране САД, преко формирања двојне зоне, тројне зоне, засебних валута и коначно формирањем Савезне Републике Немачке маја 1949. године. Ова подела није, као што показује временски след, била дело комуниста, већ дело западних савезника и Конрада Аденауера. Формирање Источне Немачке било је временска и логична последица формирања Западне Немачке. Сада су паралелно постојале две немачке државе. Међутим, Западне Немачка није била вољна да призна Источну Немачку и да са њом живи у миру. Она је чак у име читаве Немачке и свих Немаца поставила захтев апсолутног заступања. Она је уз помоћ својих савезника прогласила економски ембарго над Источном Немачком и на тај начин покушала економски и политички да изолује Источну Немачку. То је била политика агресије без рата, који је Западна Немачка водила против Источне Немачке. То је била једна врста Хладног рата на немачком тлу. Та политика је довела до подизања зида. Након што је Западна Немачка приступила НАТО-у, Источна Немачка се приклонила Варшавском Пакту. Тако су се две немачке државе непријатељски конфронтирале као чланице непријатељских војних савеза. Западне Немачка је у многим аспектима била супериорна над Источном Немачком, по броју становника, економској снази, као и својим политичким и економским везама. Западна Немачка је због Маршаловог плана и мањих ратних репарација сносила ратне последице у много мањој мери. Имала је већа природна богатства и већу територију. Она је ту многоструку супериорност над Источном Немачком користила у сваком погледу, а нарочито на тај начин што је грађанима Источне Немачке обећавала материјалну корист уколико би напустили своју земљу. Многи источнонемачки грађани су подлегли овим искушењима и чинили оно што су политичари Западне Немачке од њих очекивали: „сагласили су се са својим ногама“. Економски процват након 1945. године није Немце мање привлачио него онај из 1933. године. Источна Немачка и њене савезнице из Варшавског Пакта доспеле су у тешку ситуацију. „Рол бек“ политика је изгледа имала успеха у Немачкој. НАТО се потрудио да своју сферу утицаја прошири све до реке Одре. Оваква политика је 1961. године довела до напетости у Немачкој, која је угрозила и светски мир. Човечанство је било на рубу нуклеарног рата. Дакле у таквој ситуацији су се земље Варшавског Пакта одлучиле за подизање зида. Нико није олако схватио ову одлуку. Зид не само да је раздвојио породице, већ је био и знак политичке и економске слабости Варшавског Пакта наспрам НАТО-а, која је могла само војним средствима да се компензује. Значајни политичари ван Немачке, али и у самој Западној Немачкој, признале су након 1961. године да је подизање зида довело до опуштања тензија у свету. Франц Јозеф Штраус написао је у својим мемоарима: „Подизањем зида криза је, мада на начин неугодан за Немце, не само отклоњена, већ у ствари завршена." (страна 390) Пре овога је писао о планираном бацању атомске бомбе на територију Источне Немачке. (страна 389) Чак када бисте се ограничили на Немачку и када бисте конфронтирали политичке одлуке две немачке државе, дошло би се до поштене и објективне преваге у корист Источне Немачке. Онај ко своме народу одузима право на рад и право становања, као што је то био случај у Западној Немачкој, преузима ризик на себе да многим људима одузме егзистенцију и да они не виде други излаз него да себи одузму живот. Незапосленост, без крова над главом, злоупотреба дрога, криминал уопште, све то је резултат политичке одлуке друштвене тржишне привреде. Чак и наизглед политички неутралне одлуке, као што је ограничење брзине на ауто-путу, последица су устројства државе, по коме одлучујућу реч немају слободно бирани политичари, већ неизабране економске газде. Када би Јавни тужилац из ресора криминала у редовима владе бар једном обратио пажњу на ово, ја бих ускоро имао прилику да као и пре представнику Савезне Републике Немачке пружим руку. — Додуше, овај пут у затвору Моабит. — Ово се наравно неће догодити, јер су преминуле жртве привредне економије изгубиле живот противно свим правима. Ја сам живео за Источну Немачку. Нарочито од маја 1971. године сносим знатан део одговорности за њену историју. Дакле, ја сам погођен, и више од тога, ослабљен старошћу и болешћу. Ипак сам на крају живота убеђен да Источна Немачка није основана узалуд. Она је поставила основ могућег социјализма и доказала да он може бити бољи од капитализма. Она је била експеримент, који није успео. Међутим, човечанство није никада одустало од потраге за новим сазнањима и путевима због неуспелог експеримента. Сада треба испитати зашто експеримент није успео. Није успео сигурно и због тога што смо ми, а тиме мислим на одговорне у свим европским социјалистичким земљама, чинили грешке, које смо могли да избегнемо. У Немачкој сигурно није успео између осталог и због тога што су грађани Источне Немачке, као и други Немци пред собом имали погрешан избор и зато што су наши противници још увек били надмоћни. Искуства из историје Источне Немачке, заједно са искуствима из историје других бивших социјалистичких земаља могу бити од користи милионима људи у још постојећим социјалистичким земљама, као и за свет сутрашњице. Онај, који је свој рад и свој живот дао за Источну Немачку, није живео узалуд. Све више „Источњака“ ће схватити да су их услови живота у Источној Немачкој мање деформисали него што су „Западњаци“ деформисани „социјалном тржишном економијом“, да су деца у јаслицама, обдаништима и школама расла безбрижније, срећније, образованије и слободније него деца у школама, на улицама и трговима Западне Немачке, на којима влада криминал. Болесни ће схватити да су у здравственом систему Источне Немачке, упркос техничким потешкоћама, били пацијенти, а не комерцијални објекти зарад маркетинга доктора. Уметници ће схватити да наводна или права источнонемачка цензура није била толико против уметности колико тржишна цензура. Грађани ће схватити да бирократија Источне Немачке, све заједно са ловом на робу из времена несташица, не захтева толико слободног времена као бирократија Западне Немачке. Радници и сељаци ће схватити да је Западна Немачка земља предузетника (то јест капиталиста) и да се Источна Немачка није без разлога звала земља радника и сељака. Жене ће сада више да цене право на једнакост, као и право да саме одлучују о свом телу, која су имала у Источној Немачкој. Многи ће након контакта са законом и правом Западне Немачке, све заједно са госпођом Боли, која је проклела нас комунисте, рећи: „Хтели смо праведност. Добили смо правну државу.“ Многи ће такође схватити да слобода да бирају између ЦДУЦСУ, СПД и ФДП само представља слободу привидног бирања. Схватиће да су у свакодневном животу, нарочито на радном месту, у Источној Немачкој имали знатно већи степен слободе него што је имају сада. Коначно заштита и сигурност, које су мала и у односу на Западну Немачку сиромашнија Источна Немачка пружала својим грађанима, не могу више да се подразумевају саме по себи, јер свакодневица капитализам сада свакоме појашњава колика је њихова вредност у стварности. Процес против нас, припадника Националног савета одбране Источне Немачке, треба да се претвори у Нирнбершки процес против комуниста. Овај подухват је осуђен на пропаст. У Источној Немачкој није било концентрационих логора, гасних комора, политичких смртних пресуда, нити преког суда, Гестапоа, СС-а. Источна Немачка није водила рат, нити је починила ратне злочине или злочине против човечности. Источна Немачка је била доследна антифашистичка држава, која је због свог залагања за мир уживала високо међународно признање. Процес против нас „Великана“ Источне Немачке треба да се супротстави аргументу „да се ситне рибе вешају, а крупне се пуштају на слободу“. Пресуда против нас овим треба потпуно да ослободи пут да се и ситна риба „веша“. Додуше, ни до сада се по овом питању нико није превише устезао. | ” |